# Хабиб Паша эс-Саад
Хабиб Паша эс-Саад (араб. حبيب باشا السعد‎; 1867, Ain Traz, Горный Ливан — 5 мая 1942, Бейрут) — ливанский государственный и политический деятель.

## Биография
Маронитский политик, родившийся в Айн-Тразе, округ Алайх. Губернатор Горного Ливана с 1918 по 1920 год. Был одним из главных архитекторов создания Великого Ливана (1920). Он образовал своим указом от 9 декабря 1918 г. делегацию в Париж, чтобы потребовать расширения границ Горного Ливана и его независимости. С мая 1922 по октябрь 1923 года был спикером парламента Ливана. С 10 августа 1928 года по 9 мая 1929 года работал премьер-министром Ливана, затем стал президентом Ливана согласно Французскому мандату в Сирии и Ливане 30 января 1934 года и занимал эту должность до 20 января 1936 года.